# Gordon Goodwin (musicien)
Cet article concerne le musicien. Pour l'athlète britannique, voir Gordon Goodwin.
 (mai 2025).
Gordon L. Goodwin, né en 1954 à Wichita, Kansas, est un chef d'orchestre, compositeur et arrangeur de jazz américain, également pianiste et saxophoniste. Il est le chef d'orchestre du Big Phat Band.

## Carrière
Né dans le Kansas en 1954, Goodwin écrit son premier morceau pour big band à l'âge de douze ans. Il effectue ses études musicales à l'Université d'État de Californie à Northridge. Après son diplôme, il est embauché comme musicien au parc Disneyland d'Anaheim en Californie. Il est alors approché par Disney pour écrire une comédie musicale dans laquelle figurent les stars passées et présentes de The Mickey Mouse Club, dont Britney Spears et Christina Aguilera.
Il est ensuite engagé dans le big band de Louie Bellson, où il joue aux côtés de Pete Christlieb et Don Menza.
En 2000, il fonde le Big Phat Band, un big band de 18 musiciens, avec lequel il enregistre huit albums.
Il compose également pour le cinéma et la télévision, son travail lui permettant de remporter deux Grammy Awards et trois Emmy Awards.